# セシュロン
セシュロン（Société Anonyme des Ateliers de Sécheron）は酸素溶接機や電極、水銀整流器の会社として設立された企業。その後、水力発電所の電気設備や機関車の製造、地下鉄・路面電車・トロリーバスの制御装置などに生産品目を広げた。

## 沿革
1919年にブラウン・ボベリ（Brown Boveri & Cie 、BBC）が筆頭株主になった。5年後にセシュロンは独立した会社となり、1970年にBBCが再び単独株主となるまで続いた。
社名だけは1982年に「BBC-セシュロン」（BBC-Sécheron AG ）に変更されている。
最終的には1988年にBBCがスウェーデンのアセア・グループと合併しアセア・ブラウン・ボベリ（Asea Brown Boveri 、ABB）が発足し、このABBに吸収された。